# (4215) Камо
(4215) Камо (лат. Kamo от яп. 加茂 昴) — типичный астероид главного пояса. Он был открыт 14 ноября 1987 года японскими астрономами Сэйдзи Уэдой и Хироси Канэдой в обсерватории города Кусиро и назван в честь японского астронома-любителя Акиры Камо.

Орбита астероида Камо и его положение в Солнечной системе